# Dunbar-Inseln
Die Dunbar-Inseln sind eine Gruppe kleiner Inseln im Archipel der Südlichen Shetlandinseln. Sie liegen vor der Nordostküste der Livingston-Insel. Zu der Gruppe gehört Aspis Island (62° 28′ S, 60° 9′ W). Benachbart ist die Gruppe der Zed Islands (62° 26′ S, 60° 10′ W)
Das UK Antarctic Place-Names Committee benannte die Inselgruppe 1959 nach Thomas J. Dunbar Jr. (1788–1860), Kapitän des Schoners Free Gift aus Stonington in Connecticut, der im Rahmen der Fanning-Pendelton Sealing Expedition (1820–1821) zur Erschließung neuer Robbenfanggründe vor der Küste der Südlichen Shetlandinseln operierte. Zuletzt wurden die Inseln zwischen 2008 und 2009 von bulgarischen Wissenschaftlern kartiert, welche auch die Benennung von Balsha Island (62° 28′ S, 60° 12′ W), Melyane Island (62° 29′ S, 60° 11′ W), Pogledets Island (62° 28′ S, 60° 9′ W) und Zavala Island (62° 28′ S, 60° 10′ W) vornahmen.